# 러브 오브 마이 라이프 (드라마)
《러브 오브 마이 라이프》(영어: Love of My Life)는 2020년 방영된 필리핀의 드라마이다.